# لاك مونوكوتشي (كيبك)
لاك مونوكوتشي (بالإنجليزية: Lac-Moncouche, Quebec)‏ هي منطقة غير المنظمة في كيبيك تقع في كندا في Lac-Saint-Jean-Est Regional County Municipality. يقدر عدد سكانها بـ 0 نسمة ومساحتها 260.20 كم2 .